# St. Aegidien (Rodewald)

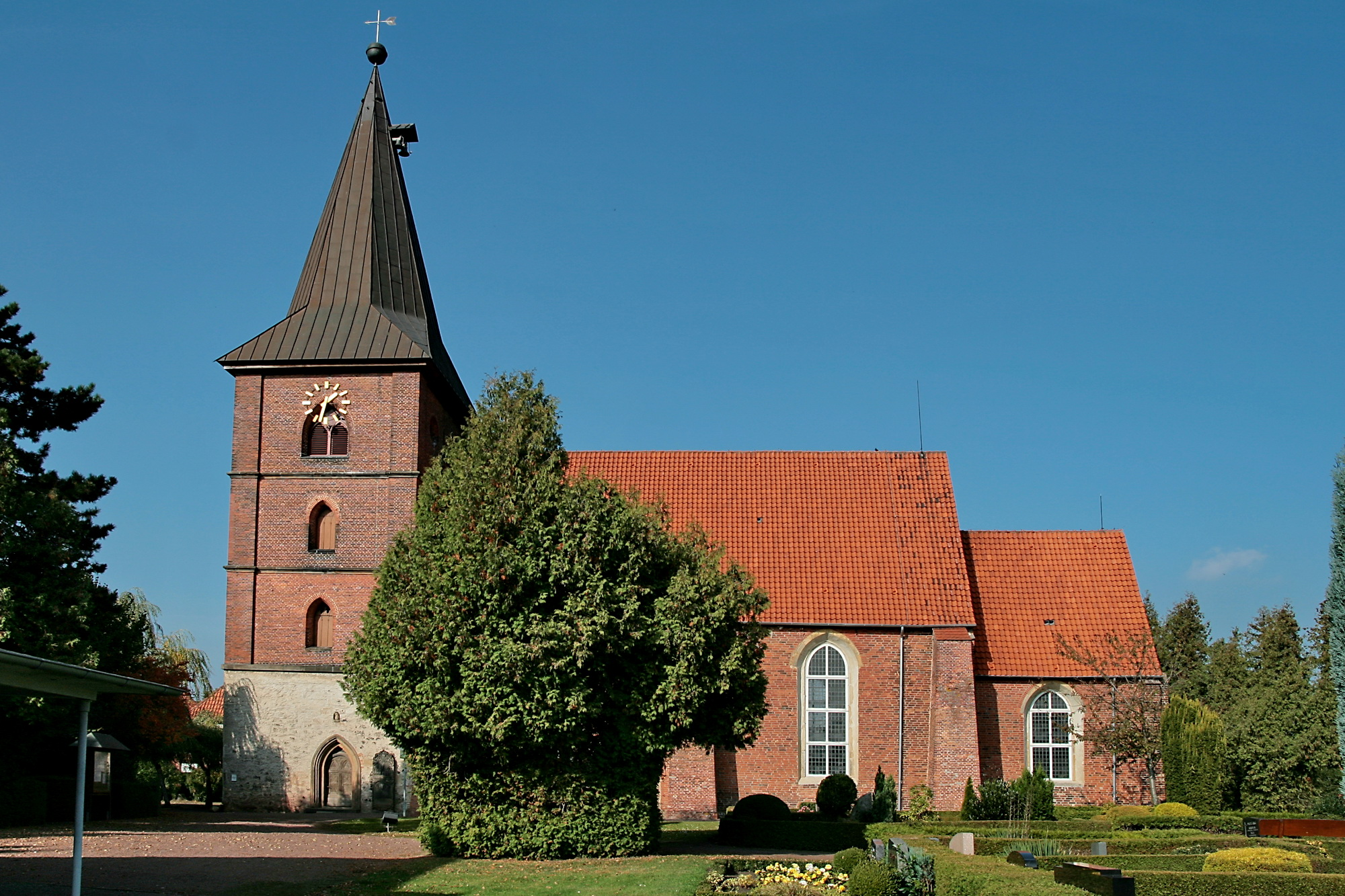
St. Aegidien

Die evangelisch-lutherische denkmalgeschützte Kirche St. Aegidien steht in Rodewald, einer Gemeinde in der Samtgemeinde Steimbke im Landkreis Nienburg/Weser in Niedersachsen. Die Kirchengemeinde gehört zum Kirchenkreis Nienburg im Sprengel Hannover der Evangelisch-lutherischen Landeskirche Hannovers.

## Beschreibung
Die Kirche wurde 1313 zuerst erwähnt. Die Saalkirche ist in mehreren Phasen im 13. Jahrhundert entstanden. Das Langhaus aus 2 quadratischen Jochen und der eingezogene rechteckige Chor sind nach Mitte des 13. Jahrhunderts gebaut worden. Das älteste Bauteil ist das in Bruchsteinen mit Ecksteinen errichtete Erdgeschoss des quadratischen Kirchturms im Westen. Er enthält im Süden das rundbogige Portal im spitzbogigen Gewände. Nach dem Brand von 1849 wurden die drei Obergeschosse des Turms aus Backsteinen neu gebaut, ebenso das Langhaus mit den Strebepfeilern und der Chor. Der Kirchturm ist mit einem achtseitigen spitzen Helm bedeckt, der von einer Turmkugel bekrönt wird. Sein oberstes Geschoss hat Biforien als Klangarkaden. 
Der Innenraum ist mit gebusten Kreuzgewölben überspannt und wird durch Lanzettfenster erhellt. Bei der Restaurierung 1965/69 wurde die Kirchenausstattung des 18./19. Jahrhunderts ersetzt. Dabei wurden Reste von Wandmalereien vom Ende des 13. Jahrhunderts freigelegt.
Im Turm hängen drei Glocken aus den Jahren 1821, 1925 und 1890.